# Prise de Castelo Real
Maroc portugais
La prise de Castelo Real en novembre 1510 vit la Confrérie des Chiadmas s’emparer de la forteresse portugaise dans des circonstances inconnues,.